# Sesamia coniata
Sesamia coniata är en fjärilsart som beskrevs av George Francis Hampson 1902. Sesamia coniata ingår i släktet Sesamia och familjen nattflyn. Inga underarter finns listade i Catalogue of Life.